# Сицево
Сицево (пол. Sycewo) — село в Польщі, у гміні Сомпольно Конінського повіту Великопольського воєводства.
Населення — 293 особи (2011).
У 1975-1998 роках село належало до Конінського воєводства.

## Демографія
Демографічна структура станом на 31 березня 2011 року:
|          | Загалом | Допрацездатний вік | Працездатний вік | Постпрацездатний вік |
| -------- | ------- | ------------------ | ---------------- | -------------------- |
| Чоловіки | 152     | 26                 | 110              | 16                   |
| Жінки    | 141     | 30                 | 80               | 31                   |
| Разом    | 293     | 56                 | 190              | 47                   |